# Dalea emarginata
Dalea emarginata är en ärtväxtart som först beskrevs av John Torrey och Asa Gray, och fick sitt nu gällande namn av Lloyd Herbert Shinners. Dalea emarginata ingår i släktet Dalea, och familjen ärtväxter. Inga underarter finns listade i Catalogue of Life.